# Шотландские монеты

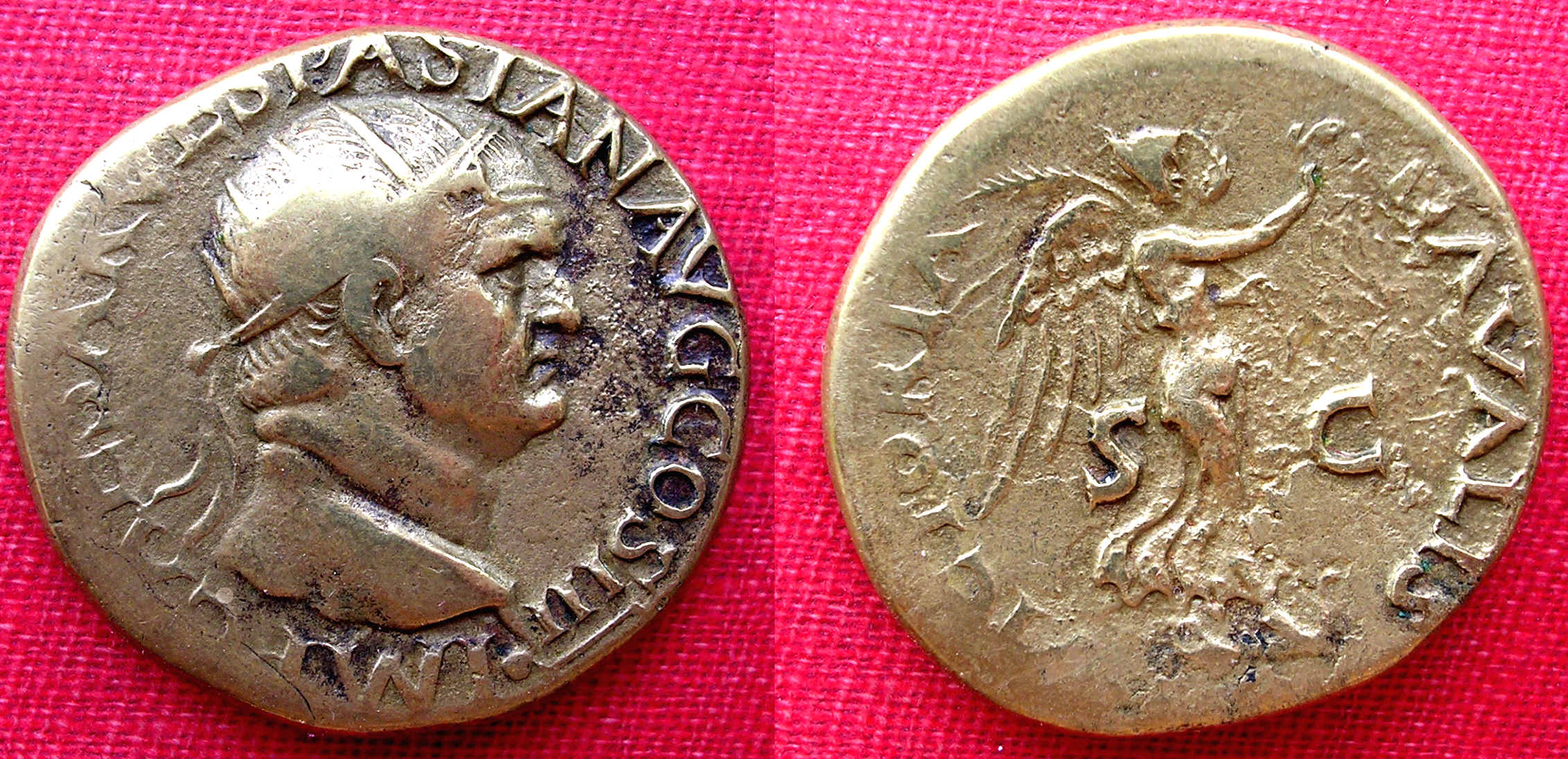
Дупондий — монеты Веспасиана (69-79 гг н. э.), найденная в одном из римских укреплений на территории области Ангус в Шотландии.

До правления короля Давида I (1124—1153) в Шотландии собственные монеты не чеканились, но на территории имели хождение римские монеты. Первые оригинальные шотландские монеты были отчеканены во времена правления короля Давида I. Сначала шотландские короли чеканили только фартинги, полупенни и пенни. Во время правления короля Роберта II (1329—1371) начали чеканить золотые нобли и серебряные гроуты.
Шотландские монеты были известны своим разнообразием. Король Роберт III чеканил лайен (золотую крону) и полулайен. Король Яков III (1460—1488) чеканил золотой райдер, золотой юникорн, биллонный плак и медный фартинг.
С течением времени в шотландских монетах уменьшалось содержание драгоценных металлов, ценность шотландских монет последовательно снижалась. Наконец шотландский шиллинг в 12 пенсов стал стоить как английский пенни.
После Союза Корон (1603) монетный двор, который находился в Эдинбурге, продолжал чеканить собственные монеты. С течением времени параметры шотландских монет были согласованы с параметрами английских монет (вес и чистота металла), что объясняет появление номиналов в 12, 30 и 60 шиллингов (эквиваленты английских шиллинга, полукроны и кроны). Последние шотландские монеты были похожи на английские, но на них ставилась метка «Е» под бюстом королевы Анны. Эдинбургский монетный двор приостановил свою работу спустя два года после объединения Англии и Шотландии в 1707 г. и был окончательно упразднен в 1817 г. 

## Список монет Шотландии

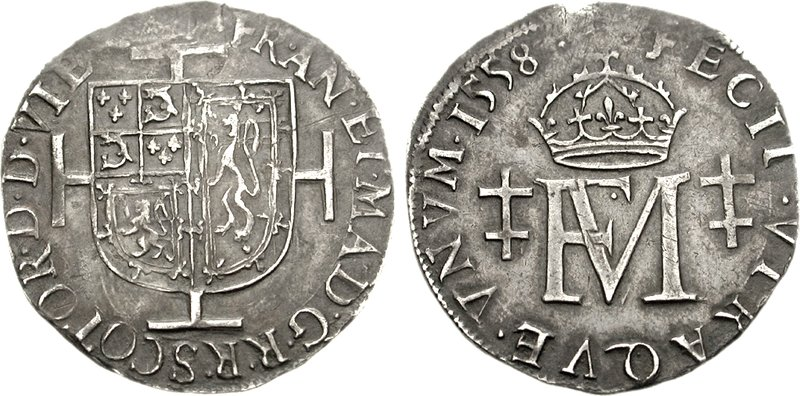
Тестун Мария Стюарт (1542-67), Франциск II (1558—1560). Слева легенда: FR•AN • ET • MA • D • G • R • R • SCOTORVM • D • D • VIE[N], королевские гербы Франциска II и Марии Стюарт поверх креста потент, легенда справа -
FECIT • VTRAQVE • VNVM • 1558, увенчанные короной буквы FM; между двумя лотарингскими крестами.

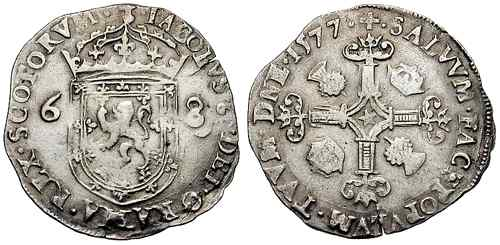
Мерк 1577 года, Яков VI.

Многие шотландские монеты имели те же названия, что и английские, однако из-за устаревших шотландских мер и весов, немного отличались от своих английских тёзок весом и содержанием драгоценных металлов.
Список оригинальных шотландских монет и чеканивших их королей:
- Пистоль — золото, 12 шотландских фунтов
- Серебряный райол (риал) или доллар с мечом — серебро, 30 шотландских шиллингов (Яков VI)
- Золотой райол (риал) — золото, 1565
- Крона или лайен — золото (Яков I)
- Полукрона, полулайен или «Демис» — золото (Яков I)
- Дукат или боннет — 40 шиллингов, 1539 (Яков V)
- Мерк — золотая шотландская монета. Первоначально в мерке содержалось 13 шиллингов 4 пенса, то есть 2/3 шотландского фунта или приблизительно один английский шиллинг, позже его стоимость упала до 14 шотландских шиллингов. В обращении находились монеты в один мерк, 1/2 мерка, а также 1/4 мерка. Первые выпуски монет в один мерк весили 103,8 грана и чеканились из серебра 500 пробы (см. биллон)
- Нобль — золото, worth half a mark, 1357 (Давид II, reintroduced by Роберт III)
- Юникорн — шотландская золотая монета, впервые выпущенная при Якове III (1460—1488) в 1486-м году. На аверсе изображён единорог — животное, символ Шотландии — с короной и гербовым щитом, на реверсе — крест, а посередине — звезда. Вес монеты — 3,81 грамма золота 847-й пробы, что соответствовало 18 шотландским шиллингам. Выпускались также монеты в 1/2 юникорна.
- Полу-юникорн — золото, 9 шотландских шиллингов (Яков IV)
- Тестун — серебро, 1553. Чеканился во Франции[1].
- Боби (Bawbee) — шотландская биллонная монета 250-й пробы, равна 6 шотландским пенсам. Впервые отчеканенна при Якове V в 1537 году. Возможные версии происхождения названия — производное от bas billon (плохой биллон) или производное от имени лорда Силбоби (Alexander Orrok of Sillebawby), который возглавлял шотландский монетный двор в середине XVI века)[2]. Также чеканились монеты и в 1/2 боби.
- Шиллинг
- Гроут — серебро, эквивалент четырёх пенсов, с 1357 года.
- Полугроут — серебро, эквивалент двух пенсов, с 1357 года.
- Турнер — биллон, два пенса (Яков VI), позднее медь.
- Бодл — медь, два пенса (Карл II)
- Хардхед — биллонная монета, имевшая хождение во времена правления Марии и Якова VI.
- Пенни — биллон, одна из первых монет, известная со времён Давида I. Позднее изготавливалась из меди.
- Полупенни — изначально являлась половиной пенни. Позднее изготавливалась из меди.
- Фартинг или четверть пенни — изначально была натурально четвертью пенни, потом (как и полу-пенни) стала самостоятельной монетой и чеканилась из меди.
- Плак.

## Список шотландских монархов, чеканивших монеты
- Давид I (1124—1153)
- Малкольм IV (1153—1165)
- Вильгельм I (1165—1114)
- Александр II (1214—1249)
- Александр III (1249—1286)
- Иоанн Баллиоль (1292—1296)
- Роберт Брюс (1306—1329)
- Давид II (1329—1371)
- Роберт II (1371—1390)
- Роберт III (1390—1406)
- Яков I (1406—1437)
- Яков II (1437—1460)
- Яков III (1460—1488)
- Яков IV (1488—1513)
- Яков V (1513—1542)
- Мария Стюарт (1542—1567)
- Яков VI (1567—1625)
- Карл I (1625—1649)
- Карл II (1660—1685)
- Яков VII (1685—1688)
- Хартия Вильгельма и Марии (1689—1694)
- Вильгельм III Оранский (1694—1701)
- Анна (1701—1714)